# Milešín
Milešín (německy Mileschin) je obec v okrese Žďár nad Sázavou v Kraji Vysočina. Žije zde 74 obyvatel.

## Název
V nejstarším písemném dokladu z roku 1349 je vesnice jmenována Miličín (Miliczin), ale ve všech pozdějších dokladech je Milešín, jde tedy zřejmě o písařskou chybu. Jméno vesnice bylo odvozeno od osobního jména Milišě (ve starší podobě Mileša), což byla domácká podobě některého jména začínajícího na Mil-, např. Milata, Milíč, Miloň. Význam místního jména byl "Milešův majetek".

## Historie
První písemná zmínka o obci pochází z roku 1349 (Miliczin). K roku 1364 je v zemských deskách již zaznamenána podoba názvu Myleschin.

## Obyvatelstvo
| Rok            | 1869 | 1880 | 1890 | 1900 | 1910 | 1921 | 1930 | 1950 | 1961 | 1970 | 1980 | 1991 | 2001 | 2011 | 2021 |
| -------------- | ---- | ---- | ---- | ---- | ---- | ---- | ---- | ---- | ---- | ---- | ---- | ---- | ---- | ---- | ---- |
| Počet obyvatel | 208  | 245  | 212  | 180  | 169  | 203  | 186  | 132  | 144  | 132  | 96   | 81   | 76   | 81   | 72   |
| Počet domů     | 25   | 33   | 34   | 34   | 39   | 35   | 35   | 49   | 37   | 36   | 34   | 42   | 43   | 44   | 33   |

## Obecní správa a politika
Mezi lety 1869–1960 Milešín byl obcí v okrese Velké Meziříčí a později v okrese Bystřice nad Pernštejnem. V letech 1961–1991 patřil jako část obce k Heřmanovu a od 1. ledna 1992 je opět samostatnou obcí.

### Politika
V letech 2006–2010 působil jako starosta Lukáš Doležal, od roku 2010 tuto funkci zastává Milada Strakerlová.

### Obecní symboly
Znak a vlajka byly obci uděleny rozhodnutím předsedy Poslanecké sněmovny Parlamentu České republiky dne 4. března 2014.